# Mureck
Mureck (słoweń. Cmurek) – miasto w Austrii, w kraju związkowym Styria, w powiecie Südoststeiermark. Do 31 grudnia 2012 należało do powiatu Radkersburg. Liczy 3578 mieszkańców (1 stycznia 2015).